# Diduga trichophora
Diduga trichophora är en fjärilsart som beskrevs av George Francis Hampson 1900. Diduga trichophora ingår i släktet Diduga och familjen björnspinnare. Inga underarter finns listade i Catalogue of Life.